# Điều tra báo cáo UFO của chính phủ Hoa Kỳ
Việc điều tra và phân tích những sự kiện UFO được báo cáo dưới sự chỉ đạo của chính phủ liên bang Hoa Kỳ đã diễn ra dưới nhiều chi nhánh và cơ quan, trong quá khứ và hiện tại, kể từ năm 1947. Bất chấp sự quan tâm trong nhiều thập kỷ, vẫn không có bằng chứng nào cho thấy có bất kỳ UFO nào được cho là có nguồn gốc đặc biệt và thực tế, những vật thể được xác định đều được chứng minh là hiện tượng tự nhiên, công nghệ của con người, hiểu lầm, ảo tưởng hoặc trò lừa bịp.
Những chương trình đầu tiên được thành lập dưới sự quản lý của Không quân Mỹ từ năm 1947 đến năm 1969 với Dự án Sign, Dự án Grudge và cuối cùng là Dự án Blue Book. Báo cáo Condon năm 1968 đã khiến Hoa Kỳ ngừng chi tiêu nguồn lực cho nỗ lực tiếp nhận và phân tích các báo cáo UFO vì "không có nghiên cứu nào về UFO trong suốt 21 năm qua có thể bổ sung thêm kiến thức khoa học" và "nghiên cứu sâu hơn về UFO có lẽ không thể biện minh được".
Năm 2017, tờ The New York Times tiết lộ rằng 22 triệu đô la đã được chi trong 10 năm qua cho Chương trình Nhận dạng Hiểm họa Hàng không Vũ trụ Nâng cao (AATIP) chưa được công bố do Quốc hội Hoa Kỳ tài trợ. Câu chuyện cũng đề cập đến hai đoạn video do Hải quân Mỹ ghi lại về cái mà các quan chức gọi là "hiện tượng không trung không xác định", hay UAP. Năm 2020, Lầu Năm Góc sau đó đã công bố ba đoạn video từ máy bay phản lực của Hải quân cho thấy những quan sát bất thường và xác nhận nguồn gốc của một số đoạn video bị rò rỉ năm 2019 trong hai tuyên bố được đưa ra trong năm 2021.
Từ năm 2017 đến năm 2020, Đội Đặc nhiệm Hiện tượng Không trung Không xác định (UAPTF) được thành lập như một chương trình thuộc Văn phòng Tình báo Hải quân nhằm "chuẩn hóa việc thu thập và báo cáo" về các trường hợp nhìn thấy UFO. Ngày 17 tháng 5 năm 2022, các thành viên của Tiểu ban Tình báo Hạ viện Hoa Kỳ đã tổ chức các phiên điều trần của quốc hội với các quan chức quân sự hàng đầu để thảo luận về các báo cáo quân sự về UAP. Đây là phiên điều trần quốc hội công khai đầu tiên về việc nhìn thấy UFO ở Mỹ trong hơn 50 năm. Tháng 6 năm 2022, NASA đã công bố kế hoạch thành lập một nhóm nghiên cứu độc lập. Tháng 7 năm 2022, UAPTF được Cơ quan Giải quyết Hiện tượng Bất thường Toàn vùng (AARO) thay thế. Những người tham gia nhóm nghiên cứu của NASA được công bố vào tháng 10 năm 2022. Cuộc họp công khai đầu tiên của nhóm NASA được tổ chức vào ngày 31 tháng 5 năm 2023.

## Hoạt động của chính phủ Mỹ từ năm 1947 đến năm 1969

### Dự án Sign, Grudge và Blue Book
Nhà sử học Steven J. Dick đã viết vào năm 1998 rằng mặc dù các phương tiện truyền thông đại chúng đã lan truyền sự quan tâm sớm đến UFO, "chỉ khi Không quân Mỹ quyết định điều tra các báo cáo về đĩa bay thì giả thuyết ngoài Trái Đất mới được công nhận ở cấp chính thức". Trong năm 1947, Không quân đã thu thập được 147 báo cáo về đĩa bay tại Bộ phận Tình báo Kỹ thuật thuộc Bộ Tư lệnh Trang thiết bị Không quân tại Wright Field ở Dayton, Ohio và một lệnh được đưa ra vào ngày 30 tháng 12 năm 1947 để bắt đầu một dự án nghiên cứu hiện tượng này. Ngày 7 tháng 1 năm 1948, "một số lượng lớn người dân" đã tới trình báo về một UFO nằm gần Căn cứ Không quân Godman, gần Louisville và Fort Knox, Kentucky và "ba máy bay F-51, do Đại úy Thomas Mantell chỉ huy, bèn đến đó để kiểm tra những báo cáo này". Máy bay của Mantell bị rơi sau khi ông báo cáo rằng ông đang ở độ cao 22.000 feet" và mặc dù "giới điều tra viên kết luận rằng ông đã bất tỉnh vì thiếu oxy" trong lúc "đang đuổi theo một khinh khí cầu Skyhook được trang bị camera (sau này dùng để do thám bí mật các quốc gia Bức màn sắt)", vẫn có suy đoán rằng Mantell đã bị "một chiếc phi thuyền ngoài hành tinh bắn hạ ", và "những tin đồn ngoài hành tinh nhiều màu sắc và thú vị hơn này rất khó để dập tắt". Dick kết luận rằng Không quân sẽ phải đối mặt với nhiều "bài học khó khăn" như vậy trong quá trình điều tra hiện tượng UFO "thông qua Dự án Sign, được thành lập vào ngày 22 tháng 1 năm 1948; Dự án Grudge, được thành lập vào ngày 16 tháng 12 năm 1948; và cuối cùng là Dự án Blue Book, được thành lập vào tháng 3 năm 1952 và tiếp tục trong 17 năm" through December 1969.
Theo Dick, Dự án Sign lần đầu tiên chính thức đề xuất giả thuyết UFO ngoài Trái Đất với bản "Đánh giá Tình hình" vào cuối năm 1948 kết luận "rằng UFO có nguồn gốc ngoài Trái Đất". Tuy nhiên, Tướng Hoyt S. Vandenburg, không đồng ý và yêu cầu bản báo cáo này "phải được trả lại, giải mật và thiêu hủy". Khi Dự án Grudge thay thế Dự án Sign vào cuối năm 1948, Dick viết rằng "nó có chiến lược ít cởi mở hơn" và trích dẫn lời của nhà sử học David Jacobs rằng "những nhân viên mới đã thay thế nhiều nhân viên cũ có xu hướng nghiêng về giả thuyết ngoài Trái Đất" để Dự án Grudge "chuyển trọng tâm từ việc giải thích một hiện tượng bất thường trong khí quyển là có thật sang giải thích nó là ảo ảnh". Thế nhưng, trái ngược với xu hướng này, Dự án Grudge đã phải thuê J. Allen Hynek, một giáo sư thiên văn học tại Đại học Tiểu bang Ohio, trong suốt sự nghiệp của mình từng ủng hộ khoản đầu tư của chính phủ Mỹ vào các nghiên cứu về UFO và sau này trở thành phó giám đốc của Đài quan sát Thiên văn Smithsonian, chủ tịch Khoa thiên văn học tại Đại học Northwestern và thành lập Trung tâm Nghiên cứu UFO vào năm 1973. Khi Dự án Grudge bị ra lệnh giải thể, Dự án Blue Book được phát triển nhằm thay thế dự án này và Trung tá N. R. Rosengarten đã đề nghị Edward J. Ruppelt tiếp quản vị trí lãnh đạo của dự án mới, một phần vì Ruppelt "có tiếng là một nhà tổ chức giỏi".

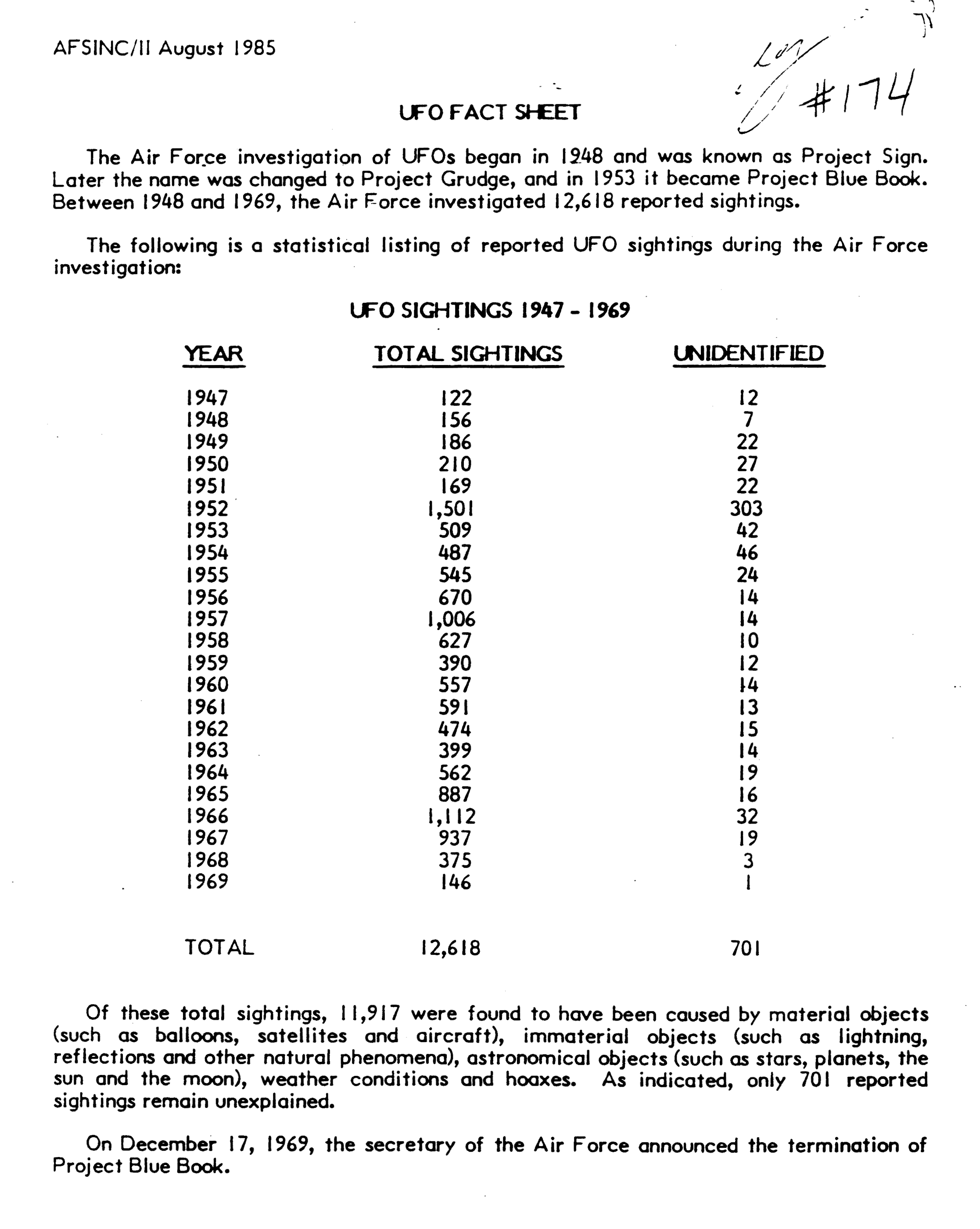
Tờ thông tin về UFO năm 1985 (trang 1/3) của Không quân Mỹ.

Tổng cộng có 12.618 trường hợp nhìn thấy UFO được báo cáo từ năm 1947 đến năm 1969 đã được điều tra theo Dự án Sign, Grudge và Blue Book, với các cuộc điều tra diễn ra không liên tục từ năm 1948 đến năm 1968 trên cả ba dự án. Trong số này, "11.917 trường hợp được phát hiện là do các vật thể hữu hình (như bóng bay, vệ tinh và máy bay), các vật thể vô hình (như sấm sét, phản xạ và các hiện tượng tự nhiên khác), các vật thể thiên văn (như các ngôi sao, hành tinh, mặt trời và mặt trăng), điều kiện thời tiết và trò lừa bịp" trong khi 701 trường hợp vẫn "chưa xác định được". Năm có số lượng báo cáo cao nhất là năm 1952 với 1.501 báo cáo trong đó có 303 báo cáo vẫn "chưa xác định được". Robert Sheaffer chỉ ra rằng các báo cáo không giải thích được thường không tham chiếu đủ thông tin chất lượng cao để đưa ra bất kỳ xác định nào và vẫn chưa giải thích được do bằng chứng mơ hồ.
Nguồn tin truyền thông và suy đoán lan tràn ở nước Mỹ tại một số thời điểm trong giai đoạn này, đặc biệt là liên quan đến nỗi sợ UFO năm 1952 tại Washington, D.C.. Trong nửa cuối năm 1952, Văn phòng Điều tra Khoa học (OSI) của Cơ quan Tình báo Trung ương (CIA) đã tiến hành một nghiên cứu về UFO để đáp lại lệnh của Hội đồng An ninh Quốc gia (NSC). Một bản ghi nhớ vào tháng 12 năm 1952 của H. Marshall Chadwell, Trợ lý Giám đốc OSI, gửi cho Walter Bedell Smith, Giám đốc CIA, có đoạn viết rằng "các báo cáo về những biến cố này thuyết phục chúng ta rằng có điều gì đó đang diễn ra cần được chú ý ngay lập tức" và "việc nhìn thấy các vật thể không giải thích được ở độ cao lớn và di chuyển với tốc độ cao trong vùng lân cận các cơ sở quốc phòng lớn của Mỹ" không thể "là do hiện tượng tự nhiên hoặc bất kỳ loại phương tiện bay nào từng được biết đến". OSI đã soạn thảo một bản ghi nhớ từ DCI gửi đến NSC đề xuất rằng NSC thiết lập một cuộc điều tra về UFO như một dự án ưu tiên trong toàn bộ cộng đồng nghiên cứu và phát triển quốc phòng và tình báo, và thúc giục DCI thiết lập một dự án nghiên cứu bên ngoài gồm các nhà khoa học cấp cao để phân tích vấn đề. Nhóm các nhà khoa học này được gọi là Ban Robertson. Cuộc điều tra của OSI đã bị đình chỉ sau khi Ban Robertson kết luận vào tháng 1 năm 1953 rằng tình hình đã trở nên mang tính giật gân hơn. Những thành viên của Ban Robertson năm 1953 lo ngại rằng "các cuộc xâm nhập thực sự" của máy bay địch "trên lãnh thổ nước Mỹ có thể bị lạc trong cơn lốc ảo giác kỳ quặc" của các bản báo cáo UFO.
Tiếp theo Ban Robertson, "Air Force Regulation 200-2, Unidentified Flying Objects Reporting" (tạm dịch: Quy định 200-2 của Không quân, Báo cáo về Vật thể bay không xác định) được ban hành và cập nhật vào ngày 12 tháng 8 năm 1954 sau khi Phi đội Tình báo Không quân 4602 (AISS 4602) được đưa vào hỗ trợ Dự án Blue Book và Trung tâm Tình báo Kỹ thuật Không quân Hoa Kỳ trong các cuộc điều tra UFO sơ bộ và thực địa. Quy định 200-2 nêu rằng "được phép thông báo cho các đại diện phương tiện truyền thông về UFOB khi vật thể được xác định chắc chắn là vật thể quen thuộc" trong khi đối với "những vật thể không thể giải thích được, chỉ có thực tế là ATIC sẽ phân tích dữ liệu mới đáng được công bố, do có nhiều điều chưa biết liên quan". Những lớp lang bí mật như vậy trong các cuộc điều tra UFO của chính phủ đã khuyến khích những thuyết âm mưu sau này như Majestic 12.

### Báo cáo Condon và các phiên điều trần của Quốc hội
Báo cáo Condon năm 1968 đã khiến Hoa Kỳ ngừng chi tiêu nguồn lực cho nỗ lực tiếp nhận và phân tích báo cáo UFO vì "không có nghiên cứu nào về UFO trong 21 năm qua bổ sung thêm vào kiến thức khoa học" và "nghiên cứu sâu rộng hơn về UFO có lẽ không thể biện minh được". Ngoài ba dự án này do Không quân Mỹ quản lý, các phiên điều trần của Quốc hội đã được tổ chức về chủ đề UFO vào năm 1966 và một lần nữa vào năm 1969.

### Tổng quan hoạt động của chính phủ từ năm 1947 đến năm 1969
Nhà sử học Greg Eghigian viết rằng "hồ sơ lưu trữ cho thấy hầu hết giới chức quân sự và quốc phòng tham gia điều tra UFO đều kết luận ngay từ đầu rằng các vật thể này—bất kể chúng có được coi là thật hay không—không gây ra mối đe dọa nào đối với an ninh quốc gia" nhưng vì "các cuộc điều tra nhất thiết phải biết về những dự án hàng không xếp loại mật có thể bị nhầm là UFO, nên chúng thường được che giấu trong bí mật". Theo Eghigian, trái ngược với Mỹ và việc nước này tiếp tục phân loại nhiều hồ sơ UFO, "bắt đầu từ Pháp vào năm 2007, hầu hết các chính phủ có cơ quan UFO đã công khai công bố các tài liệu mật trước đây của họ, tự thuyết phục rằng có rất ít lý do để giữ bí mật chúng". Hai ngoại lệ đối với sự đồng thuận ban đầu và rộng rãi rằng các chính phủ không nên đầu tư nguồn lực vào việc điều tra các báo cáo UFO là J. Allen Hynek và Nick Pope. Hynek là cố vấn khoa học hàng đầu cho Dự án Blue Book và tuyên bố rằng các nghiên cứu về UFO có tiềm năng thúc đẩy kiến thức khoa học. Pope giám sát cơ quan UFO của Vương quốc Liên hiệp Anh từ năm 1991 đến năm 1994 và khẳng định rằng "bất kể bản chất thực sự của hiện tượng này là gì, nó cũng đặt ra các vấn đề quan trọng về quốc phòng, an ninh quốc gia và an toàn hàng không". Robert Sheaffer đã viết rằng, trong số tất cả các báo cáo mà Dự án Blue Book thu thập được, "không có báo cáo nào trong số chúng có giá trị đáng kể hoặc bổ sung thêm kiến thức của chúng tôi về bất kỳ chủ đề nào, ngay cả sau hơn 50 năm điều tra".

## Chính phủ Mỹ ngừng hoạt động từ năm 1969 đến năm 2017
Trong khoảng thời gian 48 năm từ năm 1969 trở đi, chính phủ Mỹ không có chương trình công khai nào về việc điều tra UFO. Có một yêu cầu vào ngày 21 tháng 7 năm 1977, khi Frank Press, Cố vấn Khoa học của Tổng thống Jimmy Carter, gửi một lá thư cho Robert A. Frosch, quản trị viên thứ năm của NASA, hỏi liệu cơ quan vũ trụ có thể mở lại các cuộc điều tra về UFO hay không. Frosch trả lời vào ngày 6 tháng 9 năm 1977 cho biết NASA "có xu hướng đồng ý với khuyến nghị của bạn" nếu có nguồn tài trợ cho "một nhóm điều tra như bạn đề xuất" với "một viên chức dự án của NASA để xem xét các báo cáo trong mười năm qua và đưa ra khuyến nghị cụ thể liên quan đến bất kỳ cuộc điều tra nào khác vào cuối năm nay". Tuy nhiên, ngày 21 tháng 12 năm 1977, Frosch đã viết một lá thư thứ hai để trả lời tổng thống Carter trong đó ông "đề xuất" rằng "NASA không thực hiện bất kỳ bước nào nhằm thiết lập hoạt động nghiên cứu trong lĩnh vực này [UFO] hoặc triệu tập một hội nghị chuyên đề về chủ đề này".
Nhờ sự hồi sinh mối quan tâm của giới truyền thông đại chúng đối với biến cố Roswell năm 1947 từ năm 1978 trở đi, Không quân Mỹ đã cho ra đời hai bản báo cáo điều tra: "Report of Air Force Research Regarding the 'Roswell Incident'" (tạm dịch: Báo cáo Nghiên cứu của Không quân về 'Biến cố Roswell') năm 1994 và "The Roswell Report: Case Closed, Headquarters United States Air Force, written by Capt. James McAndrew" (tạm dịch: Báo cáo Roswell: Vụ án đã khép lại, Trụ sở Không quân Mỹ, do Đại úy James McAndrew viết) năm 1997.

## Hoạt động của chính phủ Mỹ từ năm 2017 đến nay

### Thành lập UAPTF và Lầu Năm Góc phát hành video UAP

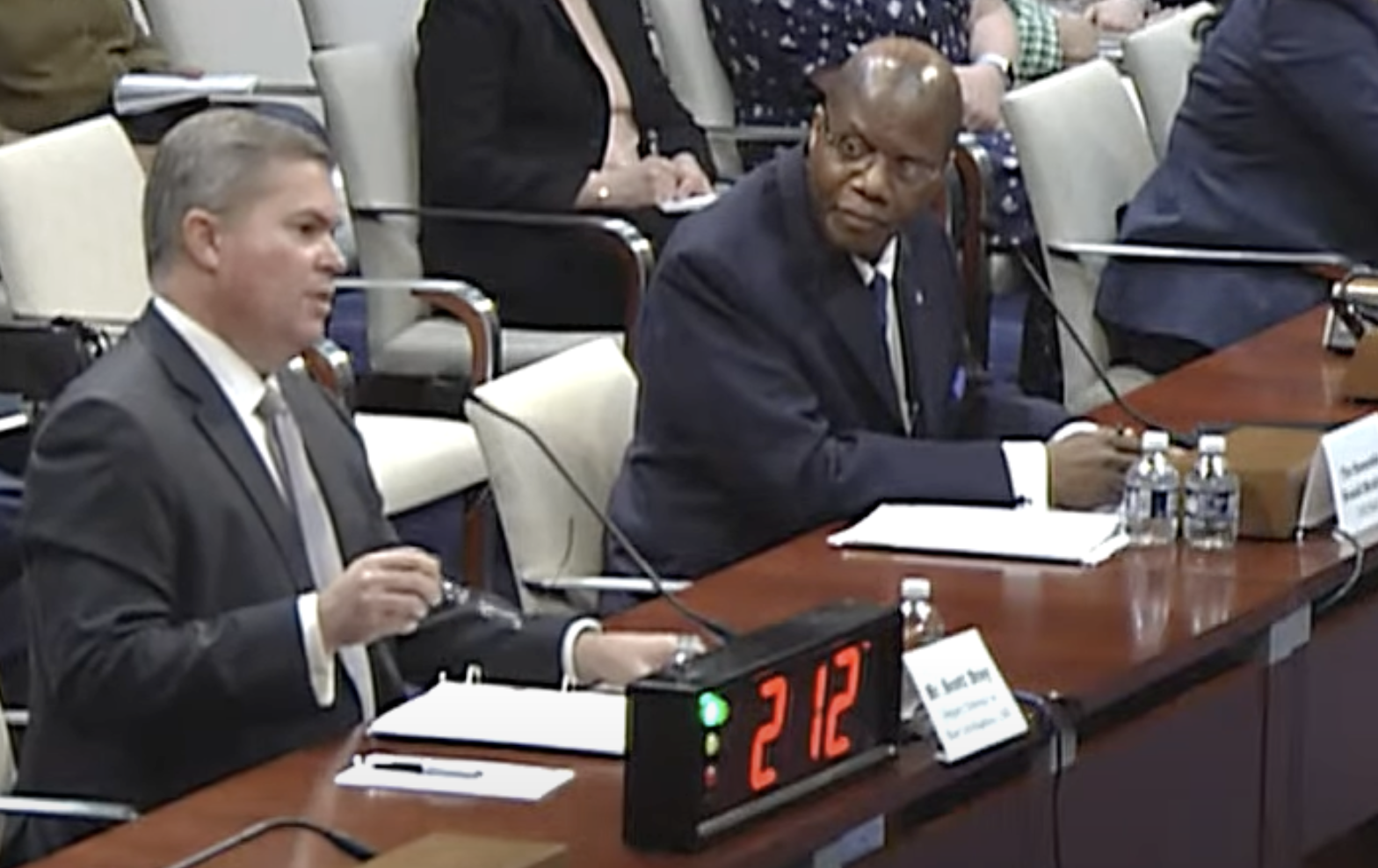
Scott Bray, phó giám đốc tình báo hải quân và Ronald Moultrie, thứ trưởng phụ trách tình báo của Bộ Quốc phòng, làm chứng trước Ủy ban Tình báo Thường trực của Hạ viện trong phiên điều trần ngày 17 tháng 5 năm 2022 về UAP.

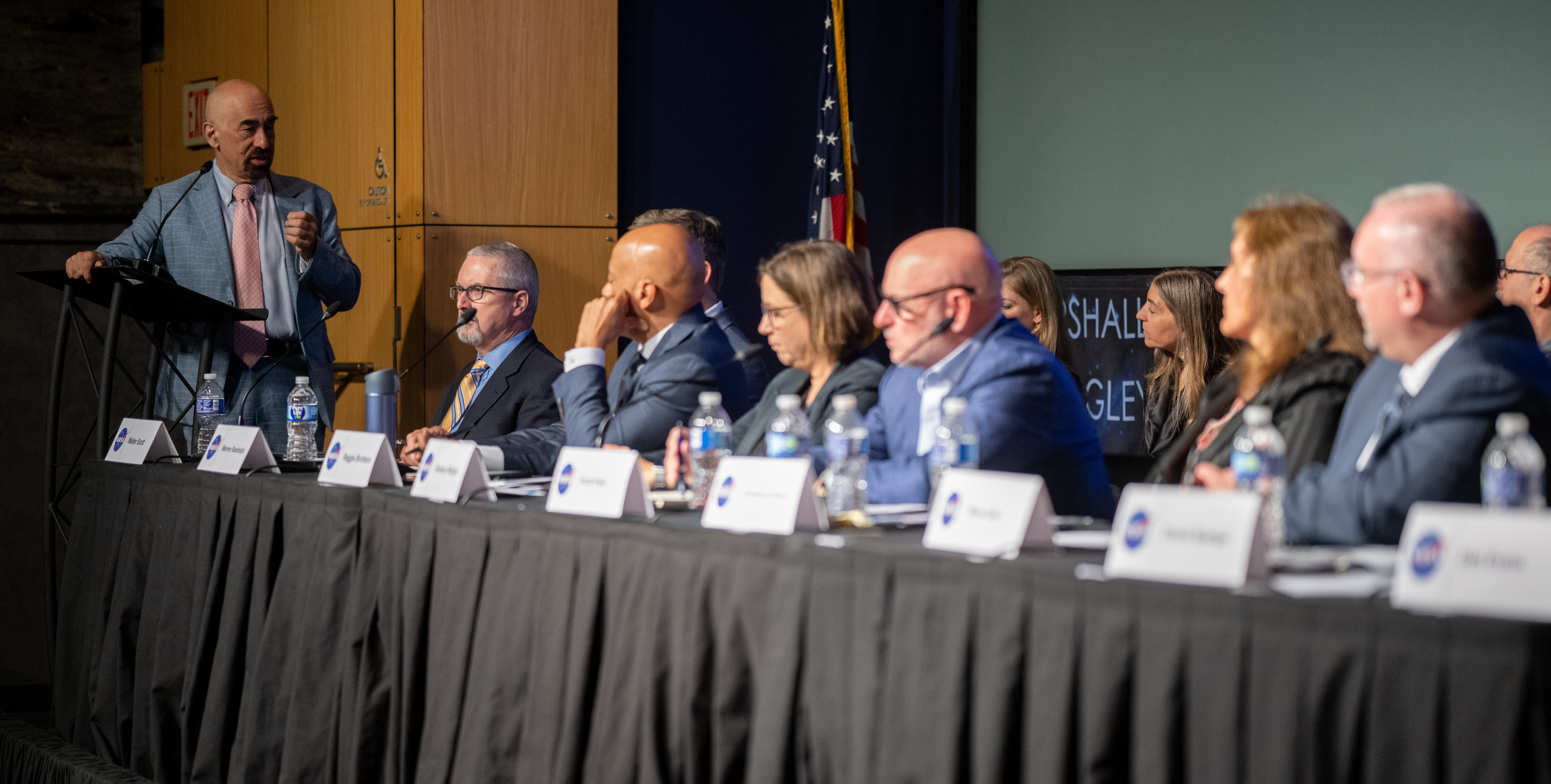
David Spergel, David Spergel, chủ tịch nghiên cứu độc lập của NASA về UAP, trả lời câu hỏi trong cuộc họp công khai ngày 31 tháng 5 năm 2023 của nhóm.

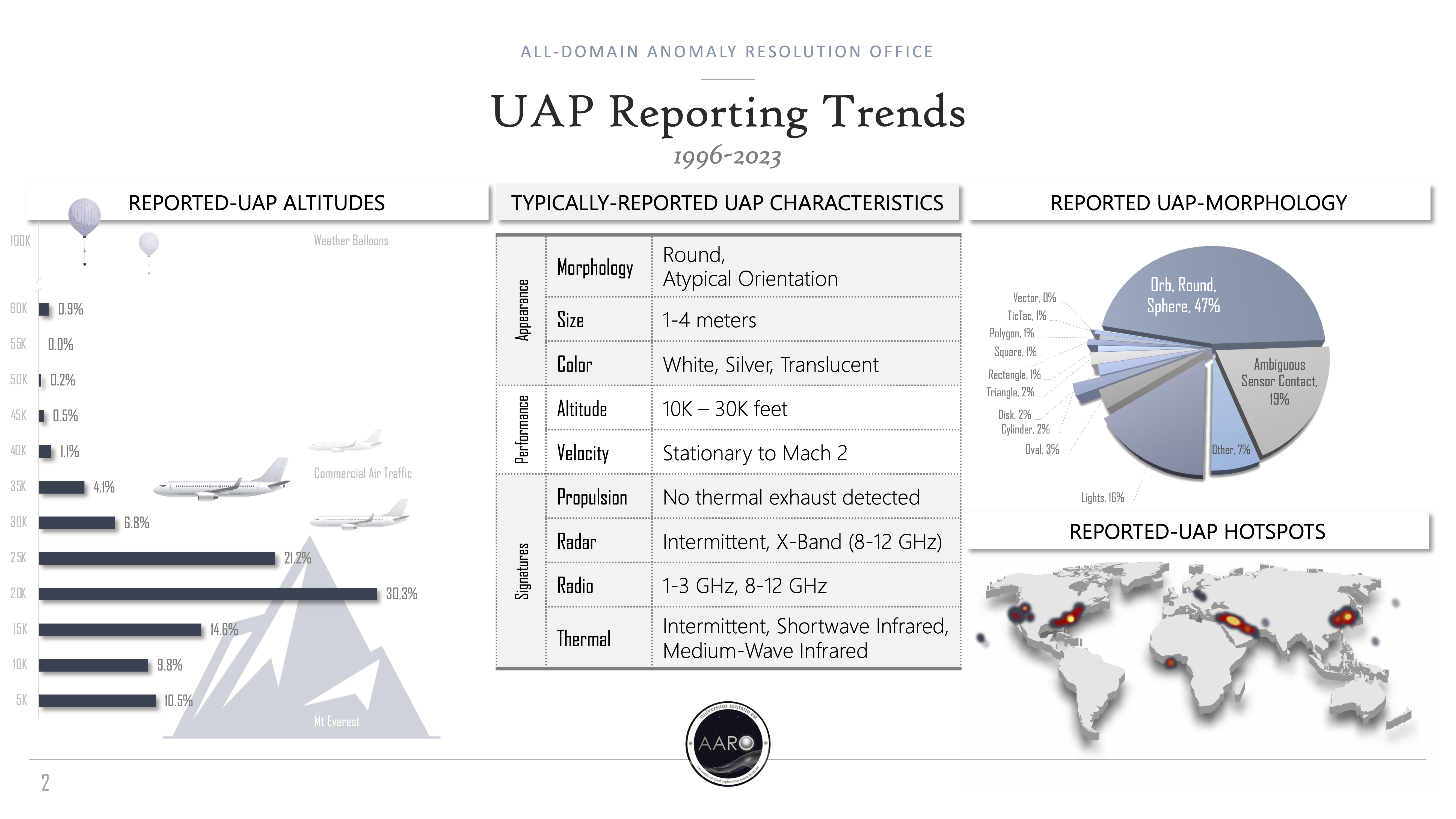
Trang trình bày từ bài thuyết trình của Sean Kirkpatrick, Giám đốc AARO, vào ngày 31 tháng 5 năm 2023 cho nhóm nghiên cứu độc lập UAP của NASA.

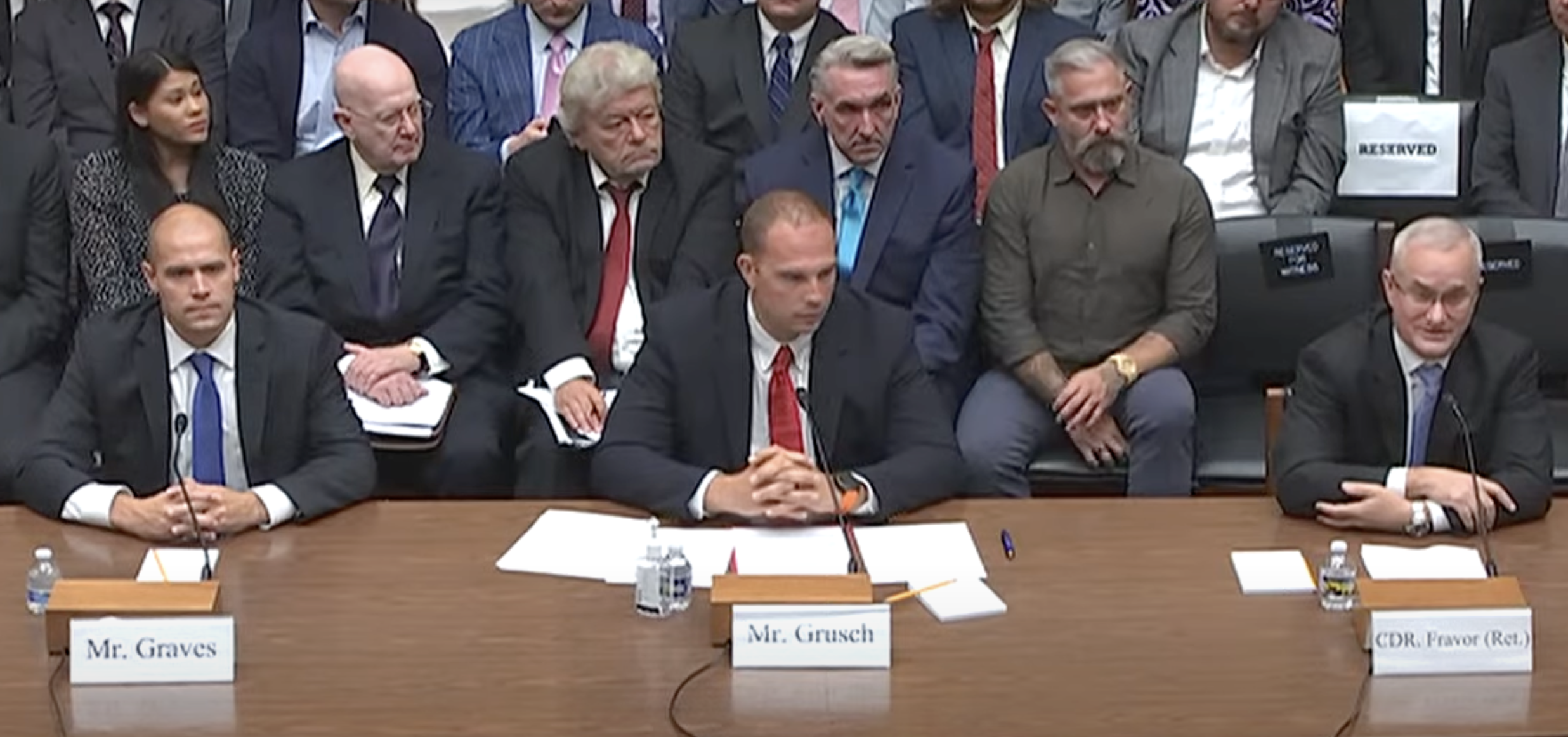
Phiên điều trần của Quốc hội vào ngày 26 tháng 7 năm 2023, dưới sự chỉ đạo của Ủy ban Giám sát và Trách nhiệm Giải trình Hạ viện Hoa Kỳ, với Ryan Graves, David Grusch và David Fravor.

Năm 2017, những bản báo cáo đăng trên tờ The New York Times, Politico và The Washington Post tiết lộ rằng 22 triệu đô la đã được chi trong mười năm qua cho một Chương trình Nhận dạng Hiểm họa Hàng không Vũ trụ Tiên tiến nhỏ và không được công khai do Quốc hội Mỹ tài trợ. Theo nhà báo và nhà sử học Garrett Graff, báo cáo này vào năm 2017 "thực sự đã khởi động một sự thay đổi đáng kể trong cuộc trò chuyện xung quanh UFO" khi chính phủ bắt đầu hành động "để xóa bỏ sự kỳ thị đối với ý tưởng về đĩa bay hoặc UFO". Báo cáo năm 2017 cũng "bao gồm hai đoạn video do Hải quân ghi lại, về những gì được mô tả trên các kênh chính thức là 'hiện tượng không trung không xác định', hay U.A.P.". Lầu Năm Góc đã cho công bố các đoạn video về UAP vào năm 2020 và xác nhận nguồn gốc của một số video bị rò rỉ năm 2019 trong hai tuyên bố được đưa ra trong năm 2021.
Từ năm 2017 đến năm 2022, Đội Đặc nhiệm Hiện tượng Không trung Không xác định (UAPTF) được thành lập như một chương trình trong Văn phòng Tình báo Hải quân để "chuẩn hóa việc thu thập và báo cáo" về các vụ nhìn thấy UFO.
Cựu tổng thống Barack Obama tuyên bố vào tháng 6 năm 2021 rằng "có những thước phim và hồ sơ về các vật thể trên bầu trời mà chúng ta không biết chính xác chúng là gì", và một báo cáo của Giám đốc Tình báo Quốc gia Hoa Kỳ có tên "Preliminary Assessment: Unidentified Aerial Phenomena" (tạm dịch: Đánh giá Sơ bộ: Hiện tượng Không trung Không xác định) (hoặc Báo cáo UAP) được ban hành vào ngày 25 tháng 6 năm 2021.
Ngày 17 tháng 5 năm 2022, các thành viên của Tiểu ban Tình báo Hạ viện đã tổ chức phiên điều trần của quốc hội với Scott Bray, phó giám đốc tình báo hải quân, và Ronald Moultrie, Thứ trưởng Bộ Quốc phòng phụ trách tình báo, để thảo luận về các báo cáo quân sự về hiện tượng trên không không giải thích được (UAP). Các quan chức Lầu Năm Góc này đã báo cáo một cơ sở dữ liệu gồm 400 sự cố UAP, tăng đáng kể so với 143 sự cố trong Báo cáo UAP được công bố một năm trước đó. Đây là phiên điều trần công khai đầu tiên của quốc hội về các vụ nhìn thấy UFO ở Mỹ trong hơn 50 năm qua.

### Thành lập nhóm nghiên cứu UAP của NASA và AARO của Bộ Quốc phòng
Tháng 6 năm 2022, NASA đã công bố kế hoạch thành lập nhóm nghiên cứu độc lập UAP của họ. Tháng 7 năm 2022, UAPTF đã kế nhiệm Cơ quan Giải quyết Hiện tượng Bất thường Toàn vùng (AARO). Tên tuổi những người tham gia nhóm nghiên cứu của NASA đều được công bố vào tháng 10 năm 2022.
Sean Kirkpatrick, giám đốc AARO của Bộ Quốc phòng, đã ra làm chứng vào ngày 19 tháng 4 năm 2023 với tư cách là nhân chứng duy nhất trước một tiểu ban của Ủy ban Quân vụ Thượng viện trong phiên điều trần về UAP do Thượng nghị sĩ Kirsten Gillibrand (D-NY) chủ trì. Avi Loeb, một nhà vật lý thiên văn của Harvard và là người sáng lập dự án riêng của mình nhằm nghiên cứu UFO đã viết rằng lời khai của Kirkpatrick cho thấy nhu cầu thu thập dữ liệu có chủ đích và chất lượng cao hơn liên quan đến UAP.
Cuộc họp công khai đầu tiên của nhóm NASA được tổ chức vào ngày 31 tháng 5 năm 2023. Tính đến tháng 7 năm 2023, AARO đang trong quá trình điều tra hơn 800 báo cáo về UAP có từ nhiều thập kỷ trước với 171 báo cáo trong số đó vẫn chưa được giải thích sau khi khoảng 300 báo cáo đã được xem xét cho đến nay.
Ngày 26 tháng 7 năm 2023, theo Ủy ban Giám sát và Trách nhiệm Giải trình của Hạ viện, một phiên điều trần khác của Quốc hội đã diễn ra với lời khai của David Grusch cùng với lời khai của các phi công chiến đấu Mỹ Ryan Graves và David Fravor về những trải nghiệm liên quan đến hiện tượng không trung không xác định (UAP). Trong phiên điều trần của Quốc hội này, Grusch cho biết rằng ông "từng được thông báo trong quá trình thực hiện nhiệm vụ chính thức của mình về một chương trình thu hồi và kỹ thuật đảo ngược UAP kéo dài nhiều thập kỷ mà ông đã bị từ chối quyền tiếp cận" và rằng ông tin rằng chính phủ Mỹ đang nắm giữ UAP dựa trên các cuộc phỏng vấn của ông với 40 nhân chứng trong bốn năm. Grusch tuyên bố khi trả lời các câu hỏi của Quốc hội rằng nước Mỹ đã thu hồi loại vật chất sinh học "không phải của con người" từ các phi công của tàu vũ trụ và rằng đây "là đánh giá của những người có kiến thức trực tiếp về chương trình [UAP] mà tôi đã nói chuyện, họ hiện vẫn đang tham gia vào chương trình này". Khi được Dân biểu Tim Burchett hỏi trong phiên điều trần ngày 26 tháng 7 này, liệu Grusch có "biết rõ về những người đã bị tổn hại hoặc bị thương trong các nỗ lực che đậy hoặc che giấu" việc chính phủ sở hữu "công nghệ ngoài Trái Đất" hay không, Grusch trả lời là có nhưng ông không thể cung cấp thông tin chi tiết ngoại trừ trong SCIF.
Những đề nghị báo cáo về Hiện tượng Không trung Không xác định (UAP) được tăng cường đáng kể trong khi bất kỳ khoản tài trợ nào dành cho các chương trình thu hồi hoặc kỹ thuật đảo ngược UAP bí mật đều bị coi là bất hợp pháp theo Đạo luật Ủy quyền Tình báo Năm Tài chính 2024 (IAA, S. 2103) đã được Ủy ban Tình báo Thượng viện nhất trí thông qua vào ngày 14 tháng 6 năm 2023 dưới dạng dự thảo luật vẫn chưa được đưa ra trước toàn thể Thượng viện và Hạ viện để thông qua. Ngoài ra, với sự ủng hộ rộng rãi của lưỡng đảng, Thượng nghị sĩ Chuck Schumer, lãnh đạo phe đa số, đã đề xuất luật (như một sửa đổi cho dự luật chính sách quốc phòng thường niên năm 2024) để thành lập một ủy ban có nhiệm vụ giải mật các tài liệu về UFO của chính phủ trong nỗ lực tương tự như Đạo luật Hồ sơ JFK năm 1992.
Politico đưa tin vào ngày 10 tháng 8 năm 2023 rằng "AARO được pháp luật yêu cầu phải ra mắt một trang web công khai, nơi các nhân chứng có thể trực tiếp báo cáo về các vụ nhìn thấy UFO tiềm ẩn" nhưng "trang web này bị ràng buộc bởi thủ tục hành chính của Lầu Năm Góc". Thứ trưởng Bộ Quốc phòng Kathleen Hicks thông báo vào ngày 30 tháng 8 năm 2023 rằng Kirkpatrick trên cương vị là giám đốc AARO sẽ báo cáo trực tiếp với bà, và một trang web công khai dành cho AARO đã được ra mắt vào ngày 31 tháng 8 năm 2023.

### Đạo luật Công bố UAP
Đạo luật Tiết lộ Hiện tượng Dị thường Không xác định, hay UAPDA, là một loạt dự luật lưỡng đảng do Đảng Cộng hòa và Đảng Dân chủ cùng đề xuất, được Quốc hội Mỹ thông qua và được Tổng thống Joe Biden ký thành luật bắt đầu từ năm 2023, liên quan đến việc tiết lộ bắt buộc dữ liệu về vật thể bay không xác định (UFO) và hiện tượng dị thường không xác định (UAP), cũng như vật liệu và công nghệ sinh học được thu hồi và có nguồn gốc từ trí thông minh ngoài Trái Đất không phải của con người, mà Hạ viện và Thượng viện Mỹ trong luật UAPDA nêu rõ là do các bên nắm giữ bao gồm Quân đội Hoa Kỳ, Cộng đồng Tình báo Hoa Kỳ và các tập đoàn trong tổ hợp công nghiệp-quân sự của Mỹ UAPDA được đưa ra như một sửa đổi đối với Đạo luật Ủy quyền Quốc phòng Quốc gia cho Năm Tài khóa 2024.